# Guy Chastel
Paul Granotier, connu sous le pseudonyme Guy Chastel, né le 5 août 1883 à Saint-Étienne et mort le 9 juillet 1962 dans le 15e arrondissement de Paris, est un poète, essayiste et historien français du XXe siècle. Il est connu pour son engagement envers les aveugles, notamment comme directeur de la Bibliothèque Braille de l’Association Valentin Haüy.

## Biographie
Paul Justin Marius Granotier, né le 5 août 1883 à Saint-Étienne, est le fils de Philippe Granotier (1856-1930), négociant, et de Marianne Euphroisine Philippe (1860-1903).
Il passe son enfance à Saint-Étienne, élève au Collège des Jésuites, formation formation religieuse qui marque profondément sa vie et son œuvre. Il poursuit des études de droit à Lyon puis à la faculté de Grenoble, où il soutient une thèse de doctorat en 1909 intitulée L'autorité du mari sur la personne de la femme et la doctrine féministe. Admis à l’École des Sciences Politiques, il s’oriente ensuite vers une carrière administrative.
En 1914, au début de la Première Guerre mondiale, il est rédacteur principal à la Direction des Affaires Départementales de la ville de Paris, où on le charge d’organiser l’évacuation des asiles d’aliénés. Après avoir accompli cette tâche, il se porte volontaire pour combattre au service armé en janvier 1915. Incorporé au 6e régiment d'infanterie coloniale, il est nommé sergent en août 1915. Il est blessé à la tête par un éclat d'obus en septembre 1915 et cité à l'ordre de l'armée : « sous-officier d'une grande bravoure et d'une énergie remarquable, a été blessé très grièvement le 29 septembre 1915 en entrainant ses hommes à l'assaut d'un bois occupé par l'ennemi ». Les rapports de la médecine militaire mentionnent en 1919 une trépanation de la zone pariétale gauche avec brèche osseuse crânienne de la taille d'une pièce de 1 franc.
Cette blessure aura des conséquences durables, provoquant des céphalées violentes, des contractures des membres inférieurs, une irritabilité et une paraplégie légère, caractéristiques des syndromes post-commotionnels. Elle marque un tournant dans sa vie, le conduisant vers une carrière littéraire et une cécité progressive.
Il épouse Marguerite Madeleine Victorine Francine Rebour le 17 juillet 1917 à la mairie du 17e arrondissement de Paris. De leur union naissent deux fils, Philippe Granotier, qui après des études à Saint-Cyr deviendra général et Jacques Granotier.
Sa femme et lui héritent de la demeure construite par le grand-père de Francine, l'industriel Charles Rebour (1831-1897), à La Fouillouse.

### Carrière littéraire
Guy Chastel commence sa carrière littéraire par la poésie. Avant la Grande guerre, il avait déjà publié un recueil de vers intitulé Dans le Silence des Rêves. Après la guerre, il se consacre pleinement à l’écriture, produisant une œuvre considérable comprenant une trentaine de volumes. Ses œuvres incluent des romans comme L’Enfant de Lumière, La Douceur de Vivre, et Les Pierres Vives ; des essais et monographies historiques sur des figures telles que Huysmans, Beethoven, et Sainte Jeanne de France ; ainsi que des recueils de poésie et des méditations religieuses.
Lors de la sortie de son recueil Un Vol en 1950, l'écrivain André Delacour le décrit ainsi : « c’est dans les mystères de son âme que plonge le regard intérieur du poète Guy Chastel. Surtout depuis qu’à la suite d’une terrible blessure de guerre ses yeux se sont clos à la lumière du jour. Il semble que cette cécité le rende sensible à des rayonnements que les organes de nos visions humaines ne perçoivent pas et qui sont pourtant essentiels à la connaissance de nous-mêmes, mais qui surtout nous orientent vers la voie de notre destinée. Cette vue du monde intérieur que chacun de nous porte en soi, mais dont la plupart d’entre nous ignorent l’étendue, la richesse et la beauté, donne à la poésie de M. Guy Chastel une résonance et des échos indéfiniment prolongés. Ce sont les rayons et l’harmonie de ce monde intérieur dont il projette les reflets sur le monde visible pour l’élargir et l’approfondir, mais surtout pour lui conférer une valeur de symbole et en transfigurer la réalité ».
Le poète Serge Barrault rapporte à la sortie de Sainte Jeanne de France que Guy Chastel écrivait un jour à un ami : « Vous remarquerez qu'entre l'année 1912 où a paru mon premier volume de vers et l'année 1923 où j 'ai recommencé à publier, il s'est écoulé de longues années. Elles ont été remplies par une blessure de guerre, un éclat d'obus qui m'a défoncé le crâne, m'a paralysé des deux jambes, a fait de moi un long pensionnaire des hôpitaux. Mes jambes ont retrouvé leur mobilité, mais la même blessure de guerre a, dans la suite, fait de moi un aveugle ».

### Engagement pour les aveugles
En 1946, Guy Chastel rejoint le conseil d’administration de l’Association Valentin Haüy par cooptation. Il devient directeur de la Bibliothèque Braille, succédant à Georges Perouze. Bien que sa cécité ne remonte qu’à 1942, ses compétences littéraires et ses relations dans le monde des écrivains et des éditeurs sont d’une grande valeur pour la bibliothèque. Il s’efforce de transcrire en Braille les nouveautés littéraires et de répondre aux besoins des lycéens et des étudiants aveugles.
Guy Chastel travaille avec méthode, dépouillant régulièrement les publications littéraires pour sélectionner les ouvrages à transcrire en Braille. Il sollicite personnellement les éditeurs pour obtenir les autorisations de transcription et des exemplaires gratuits des ouvrages. Sous sa direction, le nombre de volumes transcrits et prêtés par la Bibliothèque Braille augmente considérablement.
En 1949, il est nommé vice-président honoraire de la Société des gens de lettres.
Guy Chastel meurt le 9 juillet 1962 à Paris, et il a été inhumé au cimetière du Père-Lachaise le 13 juillet.

## Œuvres principales
- L'autorité du mari sur la personne de la femme et la doctrine féministe, thèse de doctorat en droit, 1909[11]
- Dans le Silence des Rêves, poèmes, 1915
- La Sainte Baume, 1930[12]
- Vigiles, poèmes, 1934[13]
- Pommes d'or, 1938
- Bayard, 1937[14]
- Sainte Colombe de Sens, 1939[15]
- Comment vivent les trappistes, 1946[16]
- J.-K. Huysmans et ses amis : documents inédits, 1957[17]

## Distinctions

### Décorations
- Médaille militaire, 9 juin 1916
- Croix de guerre 1914–1918, palme de bronze, 9 juin 1916
- Médaille interalliée de la Victoire, 18 novembre 1938
- Croix du combattant volontaire 1914–1918, 17 avril 1953[3]
- Chevalier de la Légion d'honneur, décret du 22 janvier 1936[18]
- Officier de la Légion d'honneur, décret du 13 août 1947
- Commandeur de la Légion d'honneur, décret du 13 juillet 1961

### Prix littéraires
- 1937 : Académie française - Prix de Jouy pour L’enfant de la lumière
- 1940 : Académie française - Prix Montyon pour Sainte-Colombe de Sens
- 1942 : Académie des jeux floraux de Toulouse - prix pour Mon Ciel et ma terre[19],[20]
- 1943 : Académie française - Prix Montyon pour La Sainte Baume
- 1945 : Académie française - Prix Paul Verlaine pour Mon ciel et ma terre
- 1949 : Académie française - Prix Sivet pour l'ensemble de son œuvre poétique
- 1951 : Académie française - Prix Constant Dauguet pour Sainte Jeanne de France
- 1955 : Académie française - Prix Auguste Capdeville pour l'ensemble de son œuvre poétique
- 1957 : Académie française - Prix Gustave Le Métais-Larivière pour l'ensemble de son œuvre[21]

### Hommages
- Une rue de Saint-Étienne a été nommée rue Guy Chastel, en l'honneur d'un autre Guy Chastel né à Saint-Étienne et tué en 1961 en Algérie[22].